# Aeritalia F-104S Starfighter
Aeritalia F-104S Starfighter là phiên bản do Ý chế tạo của loại máy bay tiêm kích Lockheed F-104 Starfighter, nó được trang bị cho không quân Ý (AMI, Aeronautica Militare Italiana). F-104S cũng được Không quân Thổ Nhĩ Kỳ sử dụng cho đến giữa thập niên 1990. F-104S cũng là sự phát triển cuối cùng đối với F-104 Starfighter.
Có nguồn gốc từ các nghiên cứu thiết kế của Lockheed về "Super Starfighter", F-104S là một trong những phiên bản hiện đại nhất của dòng F-104. F-104S (nâng cấp lên chuẩn ASA/M) ngừng hoạt động vào tháng 10/2004.

## Thiết kế và phát triển

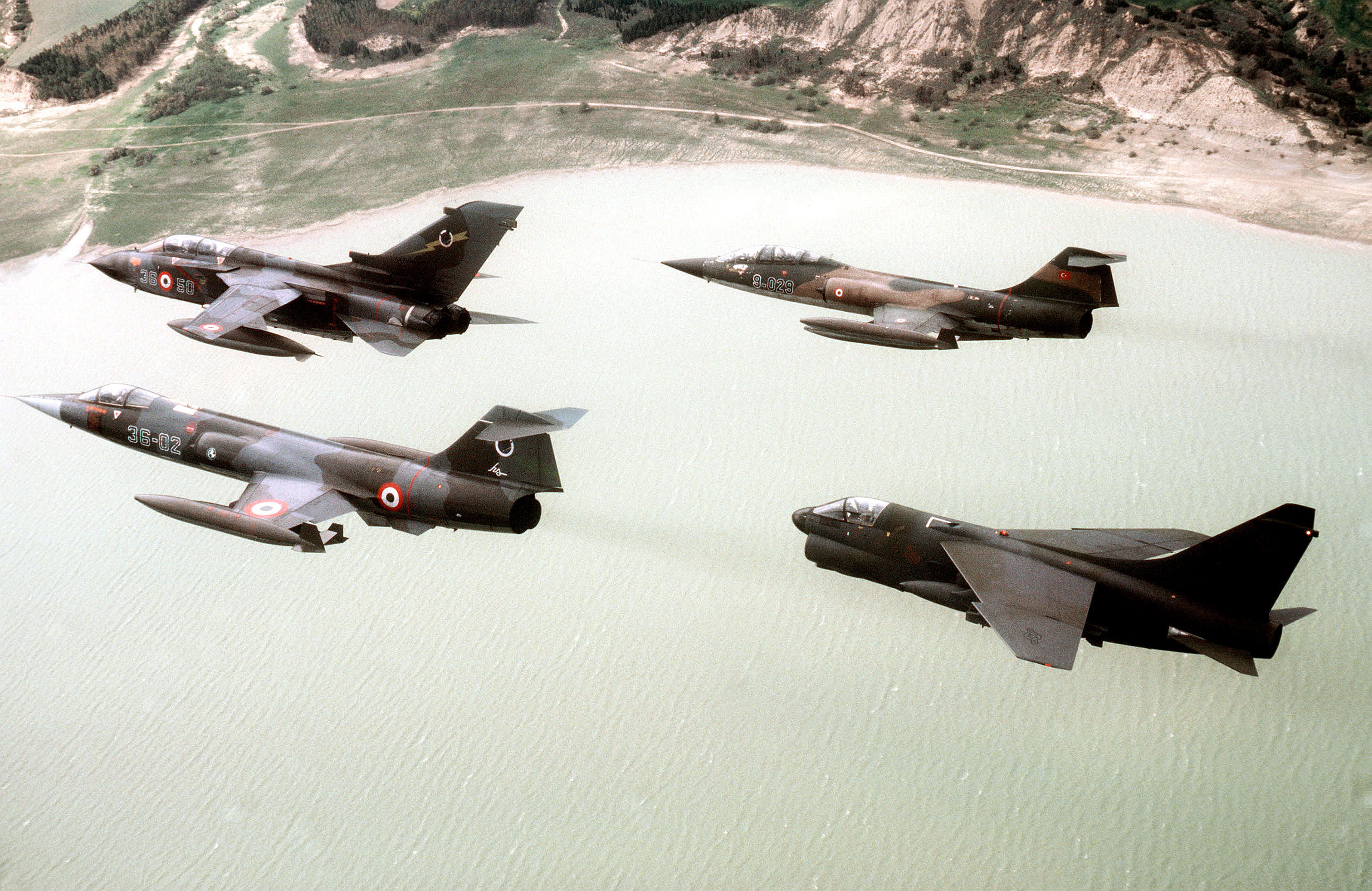
F-104S Starfighter bay cùng Panavia Tornado IDS, TF-104G Starfighter của Thổ Nhĩ Kỳ và Vought A-7D Corsair II của Hoa Kỳ

Dòng F-104 bước vào giai đoạn phát triển thứ hai với F-104G. Trong khi Không quân Hoa Kỳ (USAF) không còn quan tâm tới F-104, thì Lockheed đã đề xuất Model CL-901 với động cơ J79-GE-19 mới và tên lửa Sparrow III mới; "G" là ký hiệu của "Germany" (Đức), đây là quốc gia đã phát triển cùng Lockheed để ra phiên bản F-104G, trong khi "S" là viết tắt của từ "Sparrow" nghĩa là phiên bản "Sparrow" cải tiến. Những phát triển đề xuất khác gồm CL-958 với cánh lớn hơn, CL-981 với cánh mũi sau buồng lái, và CL-984 tối ưu cho các nhiệm vụ đột kích độ cao thấp. Một chiếc RF-104G được sửa đổi và bay vào tháng 12/1966 là mẫu thử của CL-901 "Super Starfighter". CL-901 có lối dẫn khí lớn hơn một chút và van bằng thép bên trong cho phép nhiệt độ hoạt động từ 121 °C đến 175 °C, và đạt tốc độ tối đa lên tới Mach 2,2.
Trong 5 năm đầu tiên phục vụ ở Ý, 23 chiếc F-104G đã bị mất, chỉ còn 80 tới 90 chiếc F-104 (trên tổng số 149 chiếc đã mua) ở điều kiện hoạt động tốt, nên Ý quyết định mua một máy bay tiêm kích đánh chặn và tiêm kích-bom mới để tăng cường cho các đơn vị ở tiền tuyến.
Không quân Ý (AMI) vào giữa thập niên 1960 đã đưa ra ban hành chương trình "AW-X" (All-Weather-X aircraft – máy bay Mọi thời tiết X) về một loại máy bay tiêm kích mọi thời tiết mới, từ đó đã dẫn tới việc đánh giá các loại máy bay có sẵn sau: McDonnell Douglas F-4B/C Phantom, Mirage IIIC-1, BAC Lightning và North American F-100S Super Sabre. Sự lựa chọn cuối cùng là Lockheed CL-980 (một phiên bản đơn giản hóa với cùng kiểu cánh của Model CL-901). Ngày 26/1/1996, AMI chọn F-104S làm máy bay tiêm kích tương lai của mình. Chiếc F-104S đầu tiên là một chiếc F-104G do Fiat sửa đổi có số seri 'MM6658, đóng vai trò như một mẫu thử khí động và bay lần đầu ngày 22/12/1966, mẫu thử thứ hai MM6660 lắp hệ thống điện tử mới gần với cấu hình cuối cùng bay ngày 28/2/1967. MM.6701 là chiếc F-104S được hãng Aeritalia sản xuất đầu tiên bay ngày 30/12/1968.
F-104S được thiết kế để mang tên lửa AIM-7 Sparrow (bỏ đi pháo Vulcan). Trong vai trò cường kích, F-104S có 9 giá treo, có thể mang tới 7 quả bom 227 kg (500 lb) hoặc 340 kg (750 lb); về mặt lý thuyết một chiếc F-104S có thể mang 4 tới 5 quả bom, 2 thùng nhiên liệu phụ và 2 tên lửa AIM-9.
Loại máy bay mới này được đưa vào biên chế giữa năm 1991, thuộc 22° Gruppo (51° Stormo); trong năm đó, F-104S đã tích lũy được 460 giờ bay.
AMI mua 205 chiếc, tất cả giao hàng từ năm 1969 tới 1979, 100 chiếc giao tháng 1/1973, chiếc thứ 200 giao tháng 5/1976. F-104S được chế tạo thành 2 phiên bản; một phiên bản đánh chặn trang bị tên lửa AIM-7 Sparrow (pháo M61 Vulcan bị loại bỏ); và phiên bản tiêm kích-bom, giữ lại pháo và bom cũng như các vũ khí không đối diện khác. Các phiên bản có thể hoán đổi cho nhau, nên không rõ có bao nhiêu chiếc mỗi phiên bản được chế tạo.

## Lịch sử hoạt động

### Ý
Các phi đoàn của AMI trang bị F-104G và S là: 9, 10, 12, 18 (đánh chặn, tiêm kích-bom), 20 (huấn luyện), 21, 22, 23, 28, 102 (trinh sát), 154, 155 và 156 (ném bom)

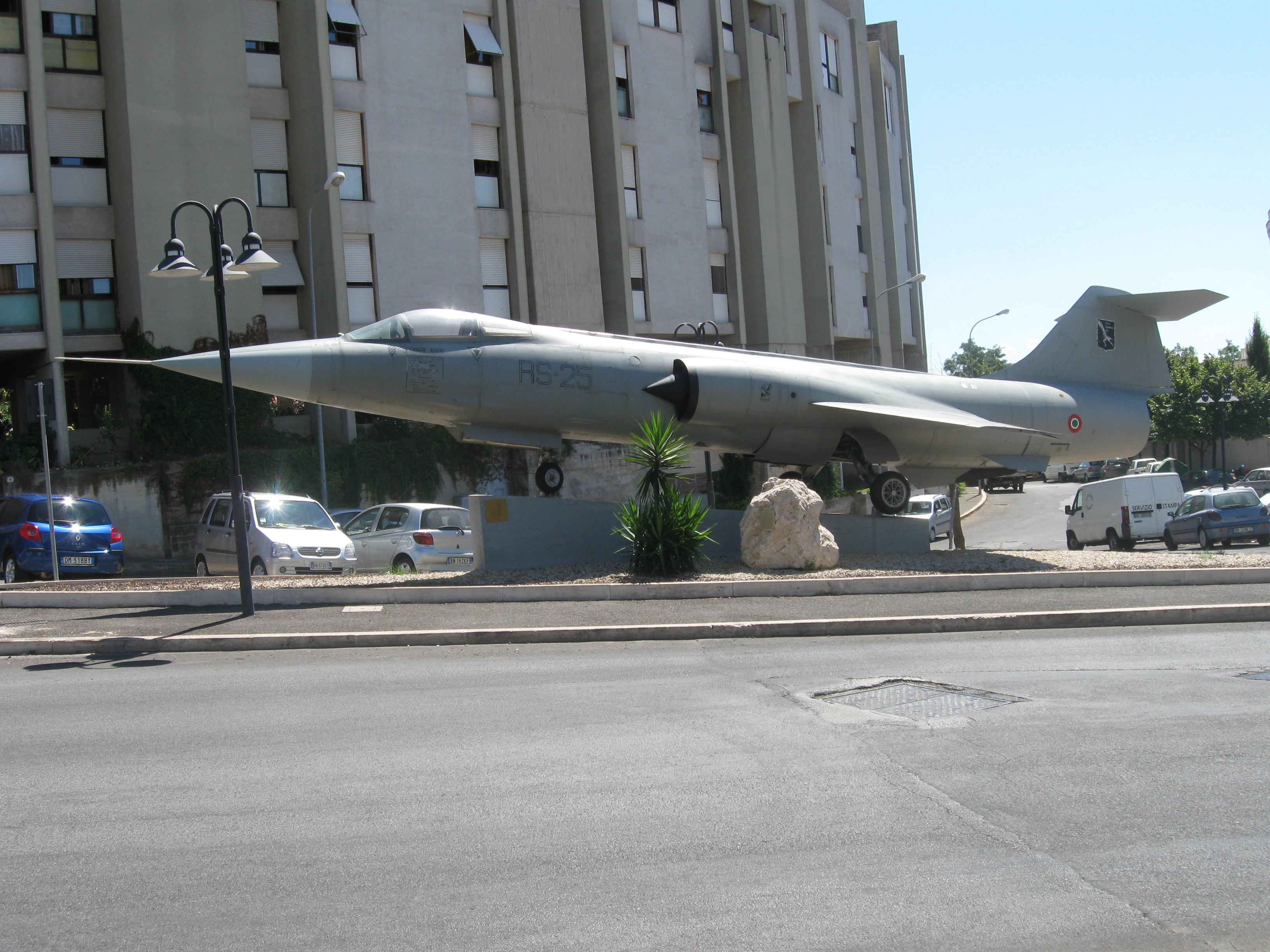
Tượng đài F-104S

Động cơ J79-GE-19 cho phép F-104S có vận tốc leo cao nhanh hơn, đạt vận tốc Mach 2 tại độ cao 12.000 m (39.370 ft) trong khoảng 5 phút.
Napoleone Bragagnolo một phi công thử nghiệm cho Aeritalia, đã hạ cánh tại Ciampino, Roma, sau 19 phút và 30 giây kể từ khi cất cánh từ Torino. Trong chuyến bay này máy bay mang theo 2 thùng nhiên liệu phụ, bay lên độ cao 15 km (49.213 ft) và tăng tốc lên vận tốc Mach 2. Máy bay vẫn còn 1.300 l (290 imp gal; 340 US gal) nhiên liệu sau khi hạ cánh; đủ để đến Palermo với vận tốc cận âm. Vận tốc trung bình trong chuyến bay là Mach 1,5. Ngay cả với những chiếc Starfighter mới, tỉ lệ tổn thấ vận ở mức cao, đỉnh điểm là vào năm 1973 và 1975 (10 chiếc F-104 thuộc mọi phiên bản của AMI đã bị mất khi đang hoạt động). Tính đến năm 1997, Ý đã mất 137 (chiếm 38%) chiếc F-104 trong tổng số giờ bay là 928.000 giờ bay (trung bình mất 14,7 chiếc cho 100.000 giờ). Mặc dù tỉ lệ này đã giảm xuống vào thập niên 1980 (33 chiếc giai đoạn 1981-1990), cuộc tranh luận về độ tin cậy của F-104 vẫn thường diễn ra khốc liệt trên các phương tiện thông tin đại chúng. Thập niên 1980, tỉ lệ tổn thất đã giảm xuống, thậm chí nhiều hơn so với thập niên 1990, khi tất cả các phiên bản cũ (trừ TF-104) bị loại bỏ. Chiếc F-104 cuối cùng của Ý ngừng hoạt động năm 2004, F-104 đã bay khoảng 1 triệu giờ bay trong 40 năm phục vụ.

### Thổ Nhĩ Kỳ
Thổ Nhĩ Kỳ là khách hàng của Aeritalia F-104S. Đơn đặt hàng đầu tiên được ký năm 1974, mua một lô 18 chiếc và được đưa vào trang bị tháng 12/1974. Những máy bay đầu tiên này là một món quà từ Libya; phần thưởng cho sự hỗ trợ kỹ thuật của Thổ Nhĩ Kỳ để cải thiện năng lực của Không quân Libya. 18 chiếc khác được đặt hàng vào tháng 5/1975, cuối cùng tăng lên thành 40 chiếc, nhưng một lô khác (20 chiếc) đã bị hủy, có lẽ vì F-4 đã được giao cho Thổ Nhĩ Kỳ. Chúng phục vụ trong các đơn vị 142 và 182 Filo từ thập niên 1970, khoảng một tá F-104S vẫn phục vụ cho đến giữa thập niên 1990. Dù 200 tên lửa Selenia AIM-7 được mua, nhưng F-104S ít khi mang chúng, do đó chủ yếu F-4E được trang bị loại tên lửa này.

### Nâng cấp kéo dài tuổi thọ

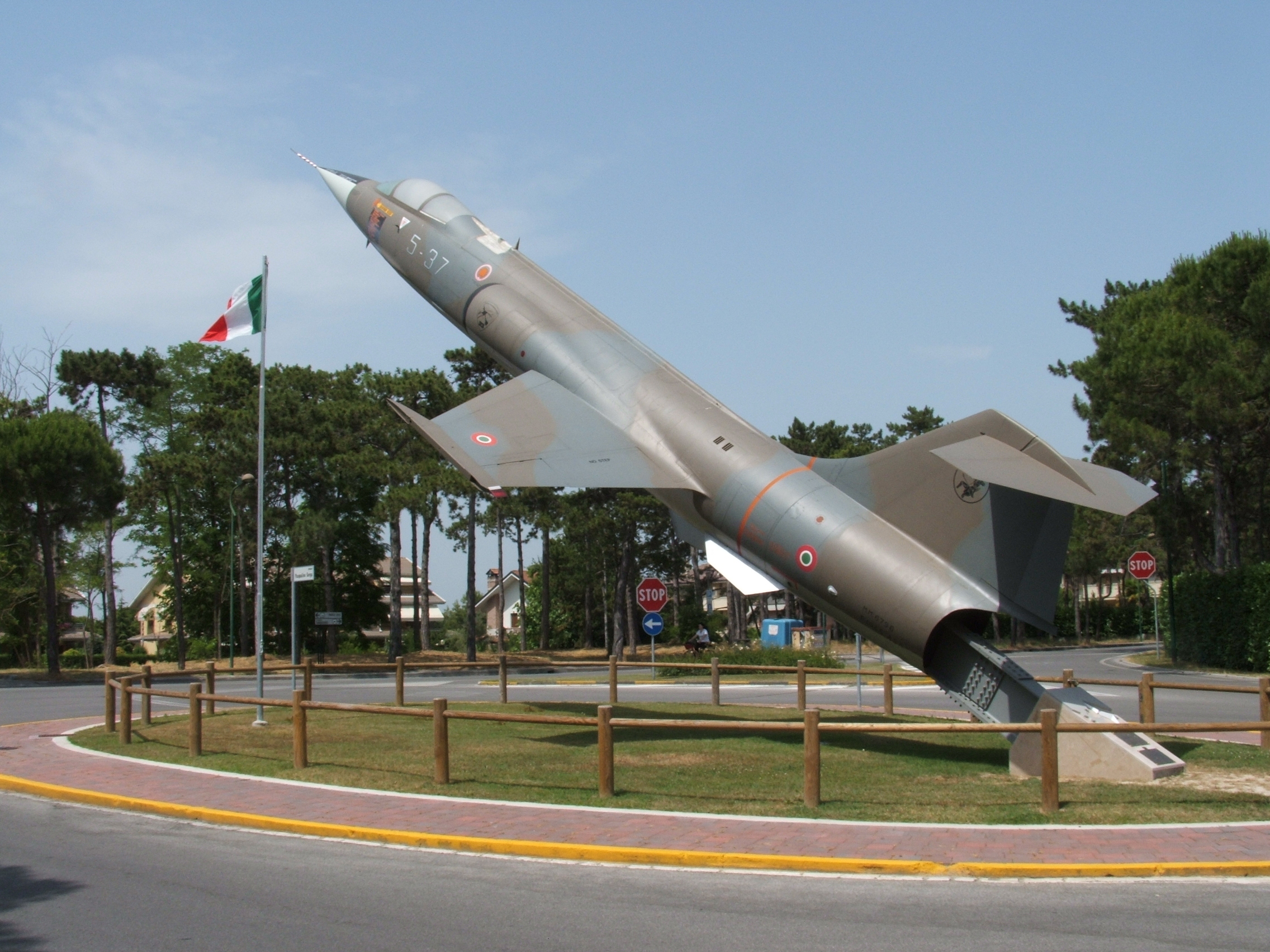
F-104S trưng bày tại Lignano Sabbiadoro (UD), Ý

2 chương trình nâng cấp đã được thực hiện trước khi AMI đưa vào trang bị Eurofighter Typhoon, kết quả là F-104S-ASA và F-104S-ASA/M.

#### F-104S-ASA
F-104ASA (Aggiornamento Sistemi d'Arma), được phát triển vào năm 1986, dùng một radar Fiar Setter, có khả năng 'look-down' và tương thích với tên lửa Selenia Aspide. AIM-9L sau đó được dùng như vũ khí chính thay thế các phiên bản "B" và "F" của loại tên lửa này, trong khi tên lửa AIM-7 cũ hơn vẫn được giữ lại. Mỗi cánh thường mang 1 tên lửa AIM-7. Tổng cộng có 147 khung thân của F-104S được chuyển đổi thành chuẩn ASA với chi phí khoảng 600 tỉ lire, chiếc ASA cuối cùng được gioa vào đầu thập niên 1990.

#### F-104S-ASA/M
Gói nâng cấp ASA/M (ban đầu được gọi là gói nâng cấp 'ECO' (Estensione Capacità Operative)) tập trung vào việc cải thiện độ tin cậy hơn là cải tiến khả năng chiến đấu, có 49 chiếc ASA được nâng cấp. 15 chiếc TF-104G cũng được tham gia vào chương trình này.

## Biến thể

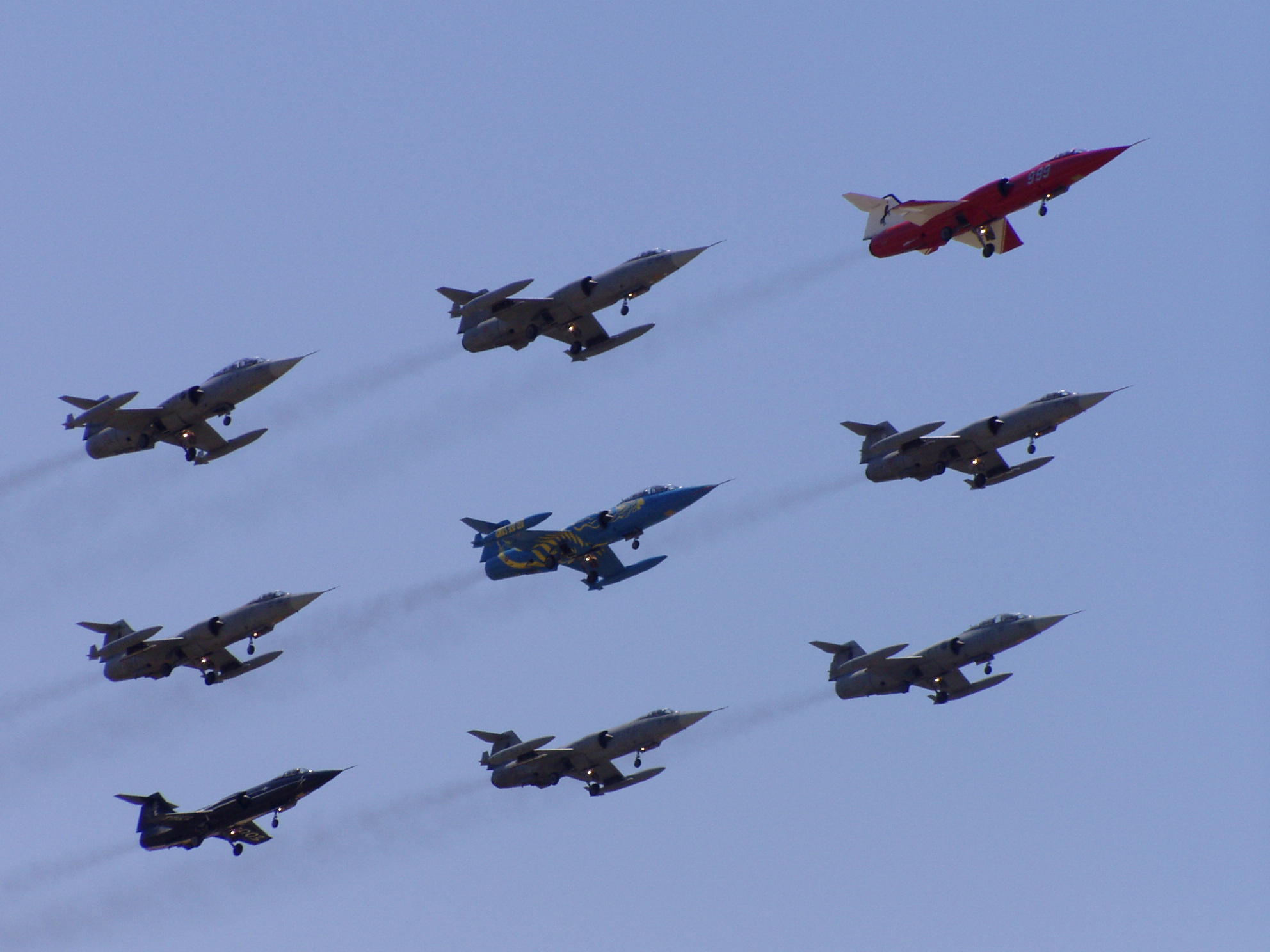
Đội hình bay F-104 của Ý

F-104S (Lockheed Model CL-901)246 chiếc chủ yếu do Fiat và Aeritalia (1 chiếc mất trong khi chuyển giao) sản xuất, nâng cấp với vai trò đánh chặn có radar NASARR R-21G/H, thêm 2 giá treo ở cánh và 2 ở dưới bụng (nâng số giá treo lên 9), động cơ J79-GE-19 nâng cấp có lực đẩy 52,8 kN (11.870 lbf) (79,6 kN/17.900 lbf khi đốt tăng lực), thêm 2 cánh ngang đuôi để ổn định khi bay ở vận tốc lớn. Pháo M61 20 mm bị bỏ đi, thay vào đó là hệ thống điện tử cho tên lửa, biến thể tiêm kích-bom vẫn giữ lại pháo. Mang được 2 tên lửa Sparrow; và 2 tên lửa Sidewinder, về mặt lý thuyết là bốn hoặc sáu Sidewinder, hoặc 7 quả bom 340 kg (750 lb) (thường 2 tới 4 quả bom 227–340 kg/500-750 lb). Tầm bay tăng lên 1.250 km (777 dặm) với 4 thùng nhiên liệu, tầm bay chuyển sân 2.940 km (1.827 dặm).
F-104S-ASA(Aggiornamento Sistemi d'Arma - "Nâng cấp Hệ thống Vũ khí ") – một phiên bản nâng cấp của Ý, 147 chiếc được nâng cấp từ số đã có, nâng cấp với radar Fiat R21G/M1, mang tên lửa AIM-9L và Selenia Aspide. Do tên lửa Aspide chậm giao hàng nên nó cũng được gọi là ASA-1 với tên lửa Sparrow và ASA-2 khi mang tên lửa Aspide, cuối cùng tất cả F-104S được nâng cấp thành chuẩn ASA-2. Tiêm kích-bom không được cải tiến đáng kể trong gói nâng cấp ASA, sau đó được sử đổi thành chuẩn đánh chặn (CI) không có M61.
F-104S-ASA/M(Aggiornamento Sistemi d'Arma/Modificato - "Nâng cấp/Sửa đổi Hệ thống Vũ khí") – 49 chiếc F-104S-ASA và 15 chiếc TF-104G hai chỗ được nâng cấp từ năm 1998 lên chuẩn ASA/M với GPS, dẫn đường chiến thuật (TACAN) và dẫn đường quán tính Litton LN-30A2, khung thân tân trang lại, buồng lái nâng cấp. Các thiết bị dùng cho nhiệm vụ đột kích bị loại bỏ, gồm cả IRST.

## Quốc gia sử dụng
Ý
- Không quân Ý

 Thổ Nhĩ Kỳ
- Không quân Thổ Nhĩ Kỳ

## Tính năng kỹ chiến thuật (F-104S)
Dữ liệu lấy từ "Jane's All the World's Aircraft, 1976-1977"

### Đặc điểm riêng
- Tổ lái: 1
- Chiều dài: 16,7 m (54 ft 9 in)
- Sải cánh: 6,68 m (21 ft 11 in)
- Chiều cao: 4,11 m (13 ft 6 in)
- Diện tích cánh: 18,2 m² (196 ft²)
- Trọng lượng rỗng: 6.760 kg (14.900 lb)
- Trọng lượng có tải: 9.840 kg (21.690 lb)
- Trọng lượng cất cánh tối đa: 14.060 kg (31.000 lb)
- Động cơ: 1 động cơ tuabin đốt tăng lực General Electric J79-GE-19, lực đẩy 52,8 kN (11.870 lbf), đốt tăng lực 79,6 kN (17.900 lbf)

### Hiệu suất bay
- Vận tốc cực đại: 2.330 km/h (1.450 mph, 1.259 kn, Mach 2,2) trên độ cao 11.000 m (36.000 ft)
- Vận tốc hành trình: 981 km/h (610 mph, 530 kn) trên độ cao 11.000 m (36.000 ft)
- Tầm bay: 2.920 km (1.815 mi, 1.576 nmi)
- Trần bay: 17.680 m (58.000 ft)
- Vận tốc lên cao: 277 m/s (54.850 ft/phút)
- Lực nâng của cánh: 680 kg/m²
- Lực đẩy/trọng lượng: 0,78:1

### Vũ khí
- 1 pháo M61A1 Vulcan 20 mm (0,79 in) với 725 viên đạn.
- Tên lửa AIM-9 và AIM-7
- Bom

### Máy bay có cùng sự phát triển
- F-104 Starfighter
- Canadair CF-104

### Máy bay có tính năng tương đương
- English Electric Lightning
- Sukhoi Su-15